# Cahagnes
Cahagnes est une commune française, située dans le département du Calvados en région Normandie, peuplée de 1 408 habitants.

## Géographie
Cahagnes se trouve au nord de la région naturelle du Bocage virois, plus précisément dans une région aujourd'hui appelée Pré-Bocage, désignation récente, sorte de seuil du Massif armoricain. L'atlas des paysages de la Basse-Normandie la place au sud-est de l'unité du Bocage en tableaux située à l'est de Saint-Lô et caractérisée par « une série de vallées parallèles sud-ouest/nord-est » aux « amples tableaux paysagers ». Son bourg est à 4 km au sud-est de Caumont-l'Éventé, à 9 km à l'ouest de Villers-Bocage, à 9,5 km au nord-est de Saint-Martin-des-Besaces et à 13 km au nord-ouest d'Aunay-sur-Odon. Avec un territoire de 2 435 hectares, elle était la commune la plus étendue du canton d'Aunay-sur-Odon avant la création de Seulline le 1er janvier 2016.
La plus grande partie du territoire de Cahagnes est dans le bassin de la Seulles qui le parcourt du sud-est au nord-est. Ses affluents le Calichon et la Seullette collectent respectivement les eaux du nord et du sud-ouest de la commune. Seule la partie à l'ouest des hameaux de la Londe et de l'Angotière est dans le bassin de la Vire, par son sous-affluent le ruisseau de la Rosière, affluent de la Drôme.
Le point culminant (268 m) se situe à l'extrême sud, dans l'enclave limitrophe de Saint-Pierre-du-Fresne. Le point le plus bas (97 m) correspond aux sorties de la Seulles (au nord-est) et du Calichon (au nord) du territoire.
La pluviométrie annuelle entre 1970 et 2000 a avoisiné les 1 000 mm.
Les principaux lieux-dits sont, du nord-ouest à l'ouest, dans le sens horaire : le Grand Boussigny, Lutaine, Mondant, Lotérot, les Prés, Calichon, Canflais, les Bruyères (deux lieux-dits portent ce nom), la Bergerie, le Bourg, la Croix, le Temple, la Caillerie, Gournay, le Quesnay, la Tringale, la Raterie, la Sébillière, le Mesnil, Orval, Greland, Beaumont, Craham, le Pont de Craham, Beaubrière, Hamars, la Rivière, la Campagne, Locqueville, les Bosquets, le Mesnil de Benneville, Benneville, le Haut Pavé, le Saussay, le Grand Parc, le Homme, Canteloup, le Pont Prieur, la Foulerie, la Maison Neuve, Vauvrecy, la Maison Brûlée, la Récussonnière, le Hautes Pâtures, Boussigny, l'Angotière, Aubigny, le Moulin d'Aubigny, Écorigny et la Londe.
| Caumont-l'Éventé                                                                          | Livry                           | Anctoville (par un angle), Amayé-sur-Seulles |
| Sept-Vents, Saint-Jean-des-Essartiers                                                     | Cahagnes                        | Amayé-sur-Seulles, Tracy-Bocage              |
| Saint-Jean-des-Essartiers, Souleuvre-en-Bocage (comm. dél. de Saint-Martin-des-Besaces)*/ | Saint-Pierre-du-Fresne, Jurques | Seulline (comm. dél. de Coulvain)            |

Le territoire comprend une enclave au sud-ouest, entre les communes de Saint-Jean-des-Essartiers, Saint-Pierre-du-Fresne et Saint-Martin-des-Besaces (commune nouvelle de Souleuvre-en-Bocage). Une partie de l'aire d'autoroute « de Cahagnes » est située dans cette enclave, traversée également par la D 107.

### Hydrographie
La commune est située dans le bassin Seine-Normandie. Elle est drainée par la Seulles, la Seullette, le Calichon, un bras de la Seullette, le fossé 01 de Locqueville, le fossé 01 de la Sorière, le cours d'eau 01 de Vauvrecy, le cours d'eau 02 de Vauvrecy, le fossé 01 de Craham, le fossé 01 du Temple, le fossé 01 des Prés, le ruisseau de Canflais, le ruisseau de la Rosière, le cours d'eau 01 de Beauval et divers autres petits cours d'eau,.
La Seulles, d'une longueur de 72 km, prend sa source dans la commune de Dialan sur Chaîne et se jette  dans la baie de Seine à Courseulles-sur-Mer, après avoir traversé 31 communes. 

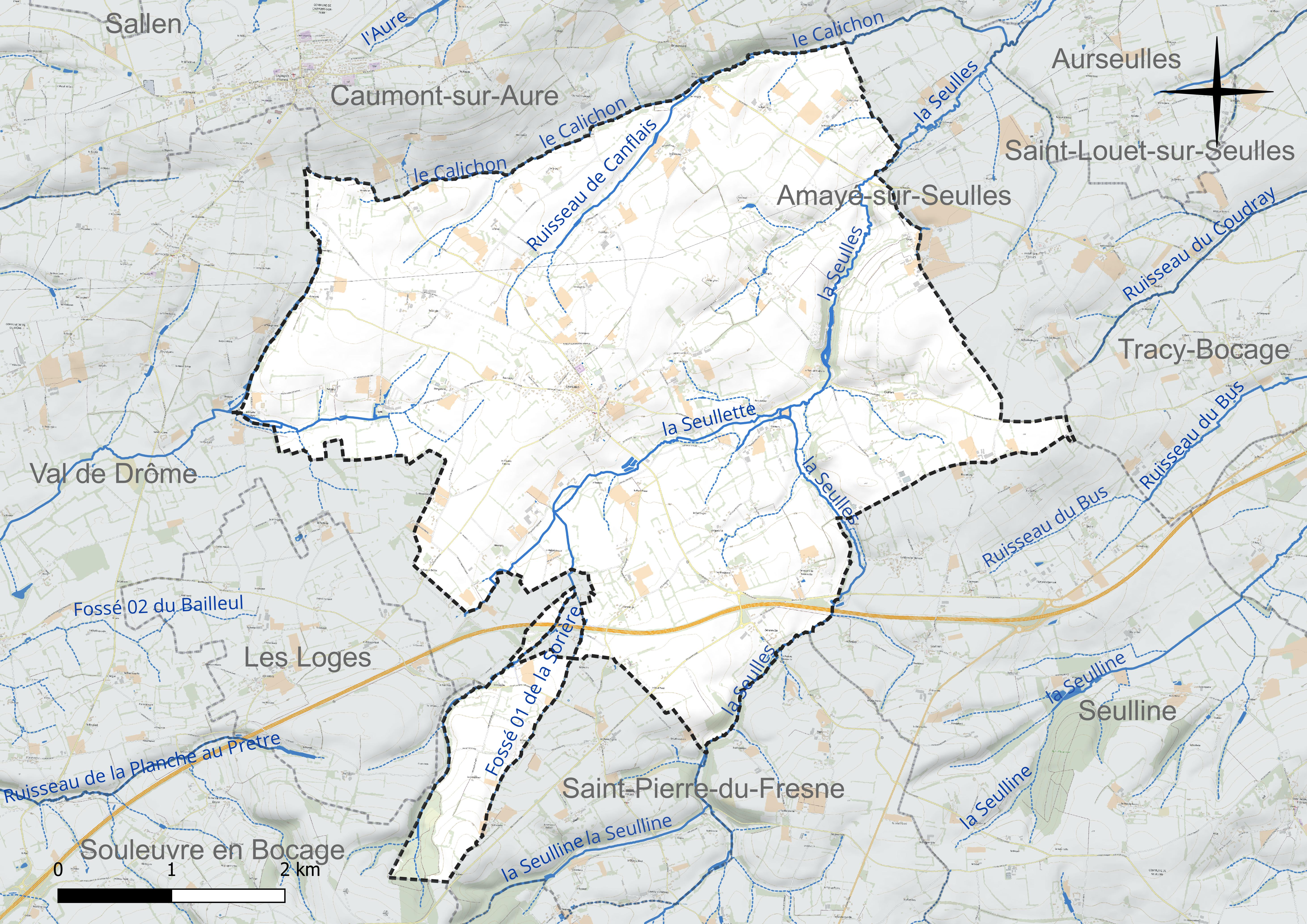
Réseau hydrographique de Cahagnes.

### Climat
Pour des articles plus généraux, voir Climat de la Normandie et Climat du Calvados.
En 2010, le climat de la commune est de type climat océanique franc, selon une étude du CNRS s'appuyant sur une série de données couvrant la période 1971-2000. En 2020, Météo-France publie une typologie des climats de la France métropolitaine dans laquelle la commune est exposée à un climat océanique et est dans la région climatique Normandie (Cotentin, Orne), caractérisée par une pluviométrie relativement élevée (850 mm/a) et un été frais (15,5 °C) et venté. Parallèlement le GIEC normand, un groupe régional d'experts sur le climat, différencie quant à lui, dans une étude de 2020, trois grands types de climats pour la région Normandie, nuancés à une échelle plus fine par les facteurs géographiques locaux. La commune est, selon ce zonage, exposée à un « climat contrasté des collines », correspondant au Bocage normand, bien arrosé, voire très arrosé sur les reliefs les plus exposés au flux d'ouest, et frais en raison de l'altitude.
Pour la période 1971-2000, la température annuelle moyenne est de 10,4 °C, avec une amplitude thermique annuelle de 12,5 °C. Le cumul annuel moyen de précipitations est de 950 mm, avec 13,6 jours de précipitations en janvier et 8,7 jours en juillet. Pour la période 1991-2020, la température moyenne annuelle observée sur la station météorologique la plus proche, située sur la commune de Caumont-sur-Aure à 4 km à vol d'oiseau, est de 11,3 °C et le cumul annuel moyen de précipitations est de 914,1 mm,. Pour l'avenir, les paramètres climatiques de la commune estimés pour 2050 selon différents scénarios d'émission de gaz à effet de serre sont consultables sur un site dédié publié par Météo-France en novembre 2022.

## Urbanisme

### Typologie
Au 1er janvier 2024, Cahagnes est catégorisée commune rurale à habitat dispersé, selon la nouvelle grille communale de densité à 7 niveaux définie par l'Insee en 2022.
Elle est située hors unité urbaine. Par ailleurs la commune fait partie de l'aire d'attraction de Caen, dont elle est une commune de la couronne,. Cette aire, qui regroupe 296 communes, est catégorisée dans les aires de 200 000 à moins de 700 000 habitants,.

### Occupation des sols
L'occupation des sols de la commune, telle qu'elle ressort de la base de données européenne d'occupation biophysique des sols Corine Land Cover (CLC), est marquée par l'importance des territoires agricoles (97,5 % en 2018), une proportion sensiblement équivalente à celle de 1990 (97,9 %). La répartition détaillée en 2018 est la suivante : prairies (54 %), terres arables (43,5 %), zones urbanisées (1,4 %), forêts (0,9 %), milieux à végétation arbustive et/ou herbacée (0,2 %). L'évolution de l'occupation des sols de la commune et de ses infrastructures peut être observée sur les différentes représentations cartographiques du territoire : la carte de Cassini (XVIIIe siècle), la carte d'état-major (1820-1866) et les cartes ou photos aériennes de l'IGN pour la période actuelle (1950 à aujourd'hui).

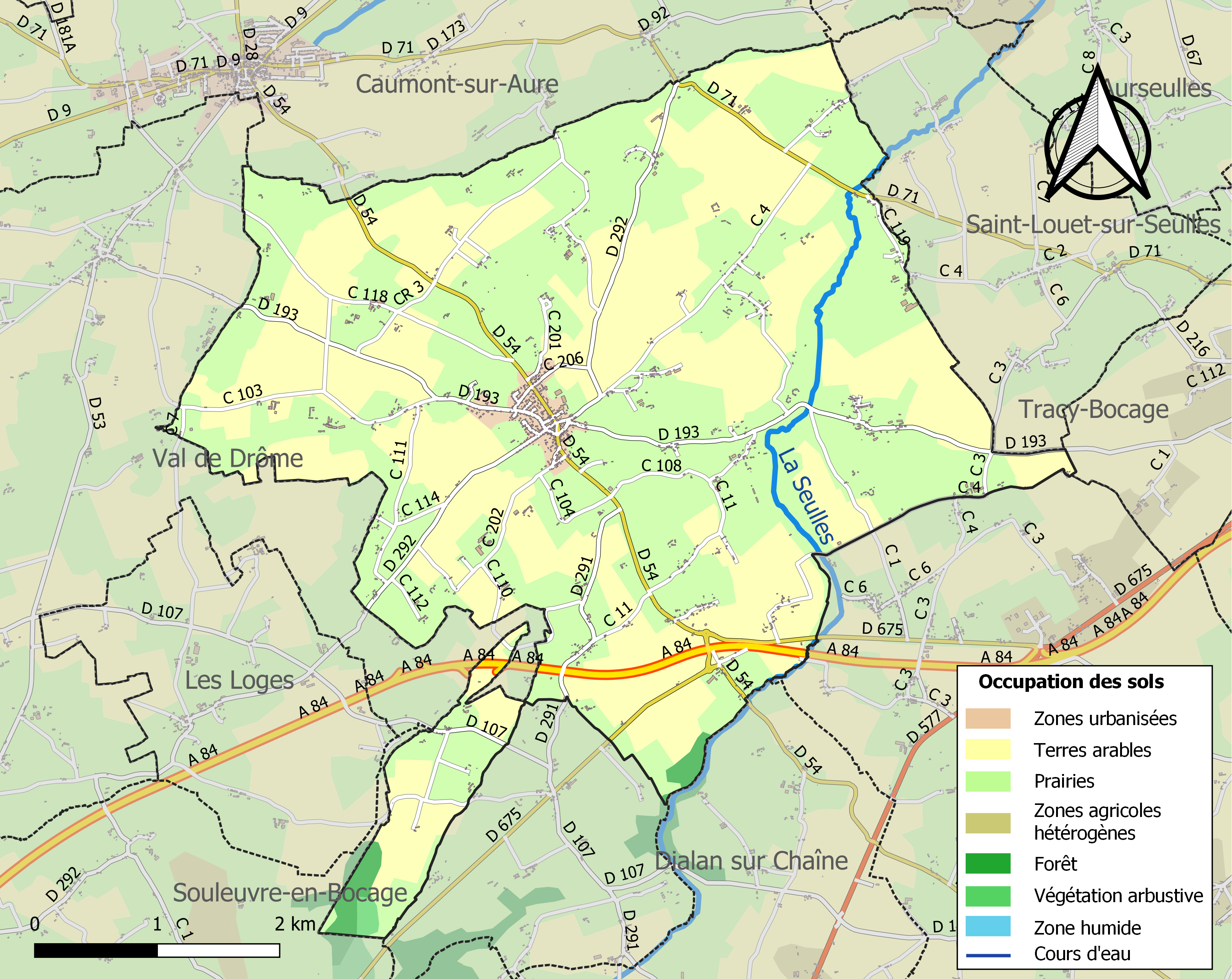
Carte des infrastructures et de l'occupation des sols de la commune en 2018 (CLC).

### Voies de communication et transports
L'autoroute A84, dont l'échangeur no 42 est accessible par la commune de Coulvain voisine à l'est, emprunte le sud du territoire. Cette autoroute gratuite y longe l'ancienne route nationale 175, aujourd'hui déclassée en départementale 675, à laquelle le bourg est relié par la D 54. Celle-ci continue au sud vers Aunay-sur-Odon et permet au nord de rejoindre Caumont-l'Éventé. La D 71 qui joint Caumont à Villers-Bocage traverse le nord de la commune et est reliée au bourg par la D 292. La D 193 rejoint Sept-Vents à l'ouest et Tracy-Bocage à l'ouest, la D 292 Les Loges au sud-ouest et la D 291 Saint-Pierre-du-Fresne et Jurques au sud.

## Toponymie
Le nom de la localité est attesté sous les formes Chaiines vers 1170 (Wace, Roman de Rou) ; Kahaniis en 1182-1189 (Actes H II, 750) ; ecclesia de Cahannes, Willelmus de Cahaines en 1195 (Stapelton 199, 264) ; Kahaignae en 1203,.
La première mention est en dialecte normand méridional, au sud de la ligne Joret. La commune se trouvant au nord, seule la forme normanno-picarde avec [k] initial a prévalu. Cahagnes renvoie à un type toponymique attesté presque uniquement en Normandie et dans le Maine. En effet, on y trouve aussi Chaignes (Eure, Cahaniis, non daté) ; Cahaignes (Eure, Cahainnes 1184) et Chahaignes (Sarthe, Chahania s-IXe siècle).
Fernand Lechanteur, Jean Adigard des Gautries, Ernest Nègre et Albert Dauzat ont voulu voir, les uns, le latin catena (> chaine) et, les autres, le latin catanus, « genévrier », dont une variante a donné l'occitan cade, à l'origine du français cade. François de Beaurepaire doute de ces hypothèses. Dans un ouvrage plus récent, ce dernier reprend l'hypothèse de Gérard Taverdet qui considère ce type toponymique comme une évolution du latin tardif capanna / *cavanna (cauanna, VIIIe siècle, Gloses de Reichenau), sans doute d'origine préromane, qui a donné le mot français cabane (issu de l'occitan) et les nombreux toponymes Chavannes / Cabannes. La chute du [b] / [v] à l'intervocalique s'est produite de la même manière que dans tabonem > taon ou pavonem> paon.
Une forme *Kahaines (Quahaines 1233, Kahaignes 1235) est à l'origine du nom de la ville anglaise de Milton Keynes et du patronyme anglais Keynes.
Le gentilé est Cahagnais.

## Histoire

### Préhistoire
Des fouilles ont révélé un site protohistorique (VIIe siècle av. J.-C.) attestant d'une occupation humaine ancienne à Benneville.

### Moyen Âge
Guillaume de Cahagnes est au XIe siècle seigneur du village, et l'un des compagnons de Guillaume le Conquérant lors de la conquête de l'Angleterre. Il reçut du duc de vastes domaines, tant dans le duché de Normandie qu'en Angleterre, où il est à l'origine du village de Keynes. Le nom issu d'une forme de type *Kahaines s'est anglicisé en Keynes. Cela explique le jumelage actuel avec la ville de Horsted Keynes (en) dans le Sussex.
Le prieuré anglais de Merton (Borough londonien de Merton), possession de l'église de Cahagnes, fut fortifié par Radulphe de Cahagnes, fils de Guillaume, qui fit de nombreux dons à plusieurs abbayes.
Du XIIe au XVIIe siècle, Cahagnes est dominé par les deux seigneuries de Vauvrecy et d'Aubigny.
Selon Arcisse de Caumont, les chanoines de Merton détenaient dans le village une léproserie qui relevait de l'abbaye Notre-Dame du Val.

### Seconde Guerre mondiale

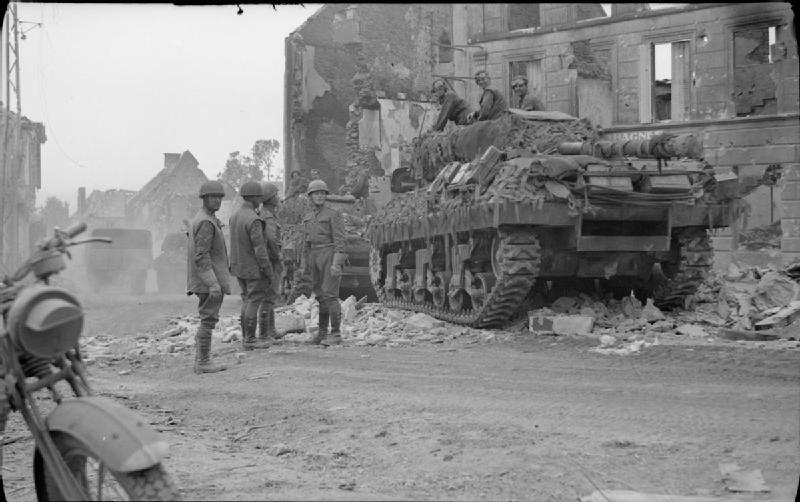
Chasseur de chars M10 Achilles traversant Cahagnes au cours de la progression des Britanniques vers Aunay-sur-Odon, le 2 août 1944.

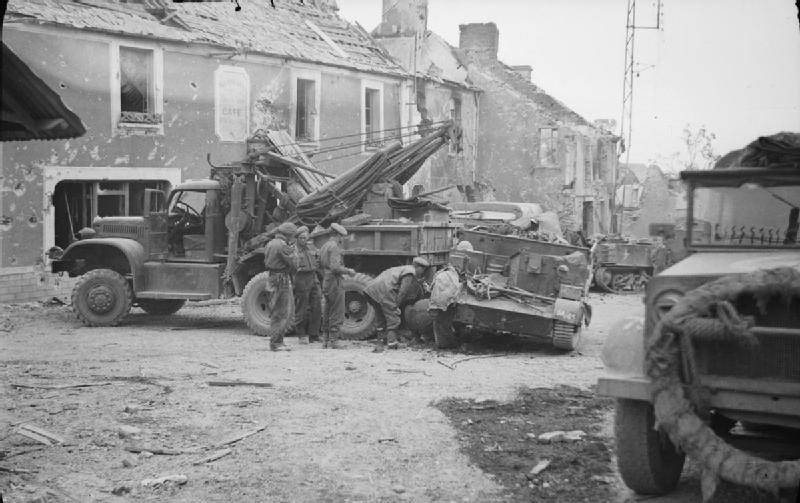
L'avance de l'armée britannique vers Aunay-sur-Odon en août 1944 : à l'aide de leur camion Ward Lafrance (6 tonnes,, 'Heavy Wrecker' M1), les soldats travaillent sur une chenillette qui barre la route dans le centre de Cahagnes.

Le village est très touché par les combats pour libérer la région de l'occupation allemande, fin juillet 1944, au cours notamment de l'opération « trouée de Caumont » (opération Bluecoat). Les nombreux bombardements stratégiques alliés afin de faciliter les percées pour les divisions libératrices ont détruit une grande partie des constructions du village dont l'église Notre-Dame du XIVe siècle. Cahagnes est libérée le 31 juillet 1944 par la 43e division d'infanterie britannique. Une nouvelle église dotée d'un clocher élancé en béton vibré est construite d'après les plans d'un architecte suisse, Hermann Baur.
Cahagnes est décorée de la Croix de guerre 1939-1945 par décret du 11 novembre 1948.

## Politique et administration

### Tendances politiques et résultats
Candidats ou listes ayant obtenu plus 5 % des suffrages exprimés lors des dernières élections politiquement significatives :
- Régionales 2015[44] :
  - 1er tour (47,50 % de votants) : FN (Nicolas Bay) 31,87 %, Union de la droite (Hervé Morin) 24,02 %, Union de la gauche (Nicolas Mayer-Rossignol) 21,25 %, EÉLV (Yanic Soubien) 8,31 %, DLF (Nicolas Calbrix) 6,47 %, FG (Sébastien Jumel)  5,08 %.
  - 2e tour (64,04 % de votants) : Union de la droite (Hervé Morin) 35,56 %, FN (Nicolas Bay) 33,50 %, Union de la gauche (Nicolas Mayer-Rossignol) 30,94 %.
- Européennes 2014[45] (44,68 % de votants) : FN (Marine Le Pen) 34,47 %, UMP (Jérôme Lavrilleux) 17,6 %, EÉLV (Karima Delli) 12,47 %, PS-PRG (Gilles Pargneaux) 8,80 %, DLR (Jean-Philippe Tanguy) 8,31 %, UDI - MoDem (Dominique Riquet) 6,36 %.
- Législatives 2012[46] :
  - 1er tour (59,63 % de votants) : Jean-Yves Cousin (UMP) 43,44 %, Alain Tourret (PRG) 31,91 %, Marie-Françoise Lebœuf (FN) 13,83 %.
  - 2e tour (58,91 % de votants) : Jean-Yves Cousin (UMP) 56,32 %, Alain Tourret (PRG) 43,68 %.
- Présidentielle 2012[47] :
  - 1er tour (85,63 % de votants) : Nicolas Sarkozy (UMP) 30,46 %, François Hollande (PS) 22,56 %, Marine Le Pen (FN) 21,58 %, François Bayrou (MoDem) 11,22 %, Jean-Luc Mélenchon (FG) 7,15 %.
  - 2e tour (84,91 % de votants) : Nicolas Sarkozy (UMP) 53,65 %, François Hollande (PS) 46,35 %.
- Européennes 2009[48] (37,33 % de votants) : Majorité présidentielle (Dominique Riquet) 27,51 %, LV (Hélène Flautre) 15,47 %, PS (Gilles Pargneaux) 11,17 %, FN (Marine Le Pen) 9,17 %, Centre-MoDem (Corinne Lepage) 8,88 %, DVD (Frédéric Nihous) 7,16 %, Ext-G (Christine Poupin) 7,16 %, AEI (Bernard Frau) 5,16 %.

### Administration municipale
Le conseil municipal est composé de quinze membres dont le maire et quatre adjoints.

### Enseignement
- École maternelle.
- École élémentaire.

## Démographie
L'évolution du nombre d'habitants est connue à travers les recensements de la population effectués dans la commune depuis 1793. Pour les communes de moins de 10 000 habitants, une enquête de recensement portant sur toute la population est réalisée tous les cinq ans, les populations de référence des années intermédiaires étant quant à elles estimées par interpolation ou extrapolation. Pour la commune, le premier recensement exhaustif entrant dans le cadre du nouveau dispositif a été réalisé en 2008.
En 2022, la commune comptait 1 408 habitants, en évolution de +0,72 % par rapport à 2016 (Calvados : +1,58 %, France hors Mayotte : +2,11 %).
Cahagnes a compté jusqu'à 2 036 habitants en 1800.
| 1793  | 1800  | 1806  | 1821  | 1831  | 1836  | 1841  | 1846  | 1851  |
| ----- | ----- | ----- | ----- | ----- | ----- | ----- | ----- | ----- |
| 1 875 | 2 036 | 2 022 | 1 835 | 1 904 | 1 938 | 1 843 | 1 804 | 1 764 |

| 1856  | 1861  | 1866  | 1872  | 1876  | 1881  | 1886  | 1891  | 1896  |
| ----- | ----- | ----- | ----- | ----- | ----- | ----- | ----- | ----- |
| 1 683 | 1 638 | 1 642 | 1 563 | 1 512 | 1 501 | 1 454 | 1 401 | 1 312 |

| 1901  | 1906  | 1911  | 1921  | 1926  | 1931  | 1936  | 1946  | 1954  |
| ----- | ----- | ----- | ----- | ----- | ----- | ----- | ----- | ----- |
| 1 274 | 1 241 | 1 165 | 1 108 | 1 147 | 1 096 | 1 070 | 1 016 | 1 092 |

| 1962  | 1968  | 1975 | 1982 | 1990 | 1999  | 2006  | 2008  | 2013  |
| ----- | ----- | ---- | ---- | ---- | ----- | ----- | ----- | ----- |
| 1 059 | 1 005 | 902  | 945  | 934  | 1 065 | 1 263 | 1 319 | 1 392 |

| 2018  | 2022  | - | - | - | - | - | - | - |
| ----- | ----- | - | - | - | - | - | - | - |
| 1 391 | 1 408 | - | - | - | - | - | - | - |

## Économie
La commune dispose de commerces et services à la mesure de l'importance de sa population. Une épicerie (Proxi) est installée dans le bourg ainsi qu'un salon de coiffure et un cabinet d'assurance. Cahagnes bénéficie d'une pharmacie, d'une maison médicale abritant un médecin généraliste, des infirmiers, un kinésithérapeute et des permanences de spécialistes. Un garage, des artisans et une cidrerie importante, fondée en 1926 par la famille Dujardin, sont également présents sur la commune.
L'activité touristique et de loisir est également assurée par un camping jouxtant la base de loisirs du Pont de Craham, et par la présence d'un centre équestre.

## Culture locale et patrimoine

### Lieux et monuments

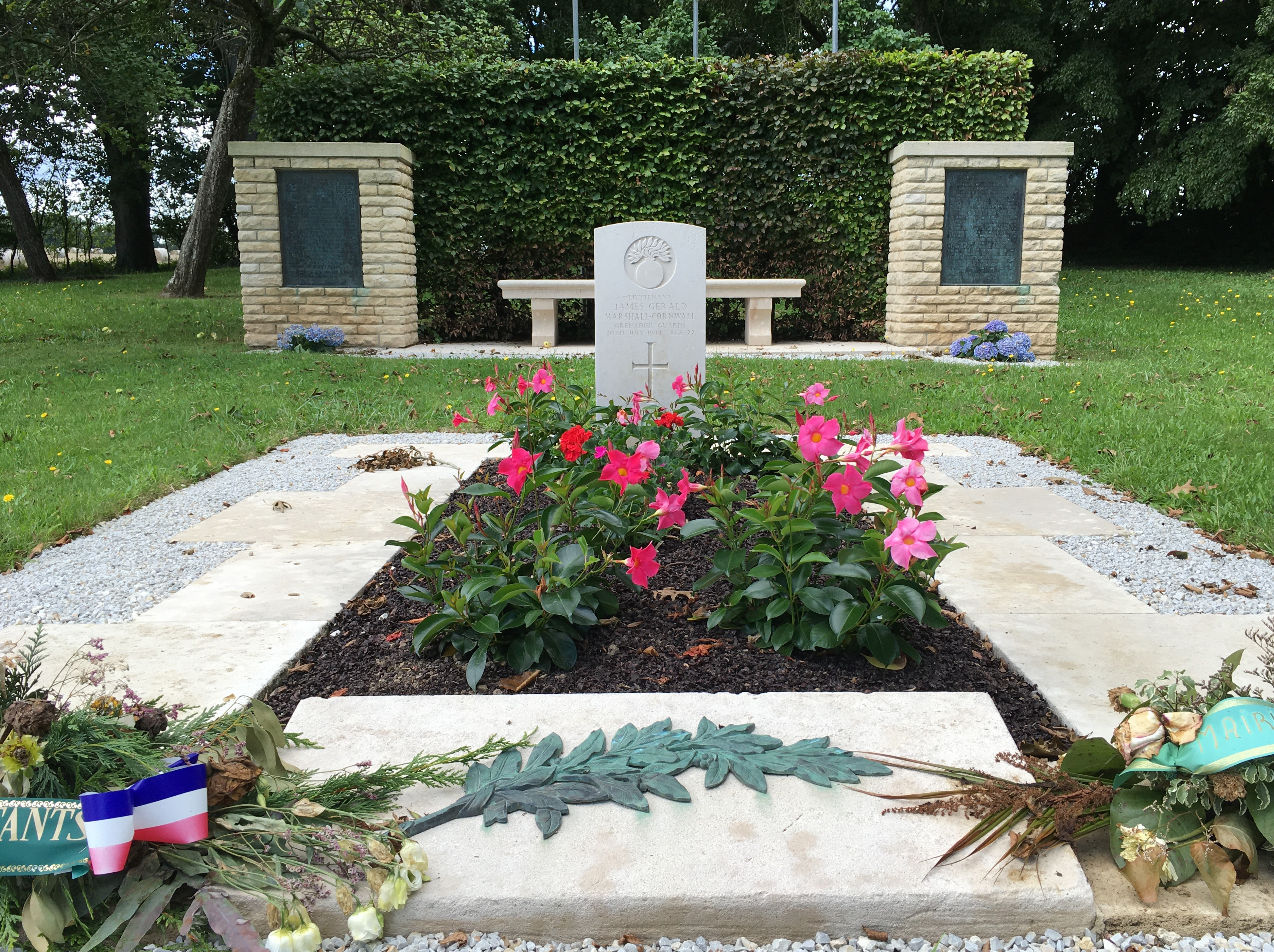
Tombe du lieutenant James Gerald Marshall-Cornwall.

- Le cimetière militaire de Cahagnes, entretenu par la commune et référencé par la Commonwealth War Graves Commission (CWGC), n'abrite qu'une seule tombe, celle du lieutenant James Gerald Marshall-Cornwall, un tankiste britannique attaché au 4e bataillon du Grenadier Guards (4th Tanks Battalion Grenadier Guards). C'est officiellement un des vingt-sept cimetières militaires de la région Normandie mais aussi le plus petit[57]. D'après ses dernières volontés, le lieutenant Marshall-Cornwall est enterré à l'endroit où il est tombé le 30 juillet 1944 à l'âge de 22 ans[57]. Ce cimetière est situé au bord de route départementale D 54 qui relie la commune à celle de Caumont-l'Éventé.
- Château d'Aubigny (XVIIe siècle), inscrit aux Monuments historiques[58].
- Église de la Nativité-de-Notre-Dame, moderne (années 1960, Reconstruction), très particulière avec son clocher-beffroi séparé très élancé, mais dont les cloches ont été disjointes et installées cinquante mètres plus loin, près du presbytère. L'édifice fait l'objet d'une inscription au titre des Monuments historiques depuis le 8 juillet 2010[59].
- Parc de loisirs de la Vallée de Craham.

### Activité et manifestations

#### Sports
L'Amicale sportive de Cahagnes fait évoluer une équipe de football en ligue de Basse-Normandie et une autre en division de district. Le club a fêté son 60e anniversaire en 2009.

#### Jumelages
- Horsted Keynes (en) (Royaume-Uni) depuis 1971.
- Mömbris (Allemagne) depuis 1989, dans le cadre du jumelage Mömbris - Pré-Bocage.

### Personnalités liées à la commune
- Denise Legrix (1910 à Cahagnes - 2010), artiste peintre, écrivain, née sans bras ni jambes.

### Héraldique
| Armes de Cahagnes | Les armes de la commune de Cahagnes se blasonnent ainsi : De gueules au lion d'or supportant un glaive d'argent garni aussi d'or, au chef du même chargé de trois roses du champ. Le lion et la rose sont repris du blason des Novince d'Aubigny et le glaive symbolise l'abbaye Notre-Dame du Val dont dépendait Cahagnes. |